# Vladislav Bobrik
Vladislav Bobrik (russisk: Владислав Бобрик,  født 6. januar 1971 i Novosibirsk) er en tidligere russisk landevejscykelrytter.

## Sejre
1990
1. plads, 3 etape, Tour de Trump
1991
1. plads, 3. etape, Redlands Classic
1994
1. plads, Lombardiet Rundt
1. plads, 1. etape, Vuelta a Aragón
1995
1. plads, 8. etape, Paris-Nice